# 古嘉文
古嘉文（英語：Simon Gar Man Koo，1974年—），香港出生，祖籍廣東茂名。大學教授、電腦工程師、創業家。現為北京中國學中心執行總監。

## 教育
古嘉文於中學時代就讀九龍華仁書院，並曾擔任學生會會長。中六後入讀香港中文大學崇基學院修讀醫科，後轉修信息工程學，副修數學。取得工程學士（榮譽）學位之後負笈美國紐約，先後取得紐約大學坦登工程學院電機工程學碩士和哥倫比亞大學運籌學（金融工程）碩士。期間他曾經回母校九龍華仁書院任教一年，主要教授初中數學和高中電腦科。2005年他從普渡大學取得電機及電腦工程學博士學位，專研對等網絡的機制設計。

## 簡歷
畢業後古嘉文曾分別任教聖地牙哥大學（University of San Diego）、加州大學聖地亞哥分校（UCSD）、和聖克拉拉大學（Santa Clara University），主要教授電腦科學及工程科目，亦曾教授數學、統計、金融工程、政治科學、建築等學科。古嘉文為研究物聯網（Internet of Things, IoT）的學者，曾多次於國際學術會議及期刊上發表相關研究文章。